# Crackin
Crackin is een nummer van het Nederlandse dj-duo Bassjackers uit 2014.
De originele versie van het nummer werd eind 2013 uitgebracht, maar miste de hitparades. Begin 2014 bracht de op dat moment opkomende dj Martin Garrix een remix van het nummer uit. Deze remix werd een kleine danshit in het Nederlandse taalgebied; met in Nederland een 21e positie in de Tipparade en in Vlaanderen een 29e positie in de Tipparade.